# Вечернее размышление о Божием величестве
«Вечернее размышление о Божием величестве при случае великого северного сияния» — ода Михаила Ломоносова, написанная в 1743 году. Впервые напечатана в «Риторике» в 1747 году.
В нём Ломоносов высказал собственную гипотезу о природе северного сияния, которая в тот период являлась научной загадкой.

## Описание
Стихотворение открывается описанием природы и наблюдением автором необычного природного явления — северного сияния.
Лице свое скрывает день,

Поля покрыла мрачна ночь,

Взошла на горы чорна тень,

Лучи от нас склонились прочь.

Открылась бездна звезд полна;

Звездам числа нет, бездне дна.
Собственно «размышления» автора появляются с третьей строфы. Она и все последующие — внутренний монолог автора, в котором вопросы чередуются с ответами, доводы уступают место сомнениям, а ответы сменяются новыми вопросами. Как пишет современный исследователь, тематически стержневыми в оде являются строфы, в которых идет речь о возможностях научного познания, «они перемежаются описаниями северного сияния, выдержанными в патетическом ключе и играющими иллюстративную роль».
В четвёртой строфе поэт обращается к северному сиянию — феномену, не находившему в его время удовлетворительного объяснения. «Ощущение противоестественности явления, его несоответствия обыденным человеческим представлениям о закономерности стихийных процессов разрушало, казалось бы, обретенное спокойствие и ясность. Человек оказывался перед новой загадкой, поставленной ему природой». Ломоносов излагает принятые в науке XVIII века представления и ведет с некоторыми из них спор (см. ниже), обращается к воображаемым оппонентам — ученым. В конце седьмой строфы Ломоносов предлагает собственное объяснение — «Иль в море дуть престал зефир, И гладки волны бьют в ефир» (то есть подозревает электрическую природу явления).
Структура стихотворения как бы воспроизводит атмосферу научного спора, что является причиной своеобразия его поэтического содержания. Причем Ломоносов обращается к «премудрым» — ученым, которые берутся объяснять процессы в иных мирах, на иных планетах, однако не могут объяснить вполне земное явление. В конце он подытоживает: «сомнений полон ваш ответ».
Стихотворение заканчивается вопросами, автор не может выбрать из предложенных теорий, в итоге он подытоживает все тезисом об ограниченности человеческого познания (типичным для этой эпохи), а также мыслью о слабости человеческого разума, неспособного постичь цели Творца.
Помимо изложения научной теории, в оде «поэтически воплощены идея вечного стремления человека к познанию и одновременно признание могущества окружающей человека природы (…) здесь и мысль о месте человека во вселенной, и стремление осознать границы человеческого познания, относительность его возможностей перед безграничностью вселенной, и, наконец, вопрос, от которого не могла уйти наука времен Ломоносова, — вопрос о боге как источнике гармонии мироздания».

### Жанровая характеристика

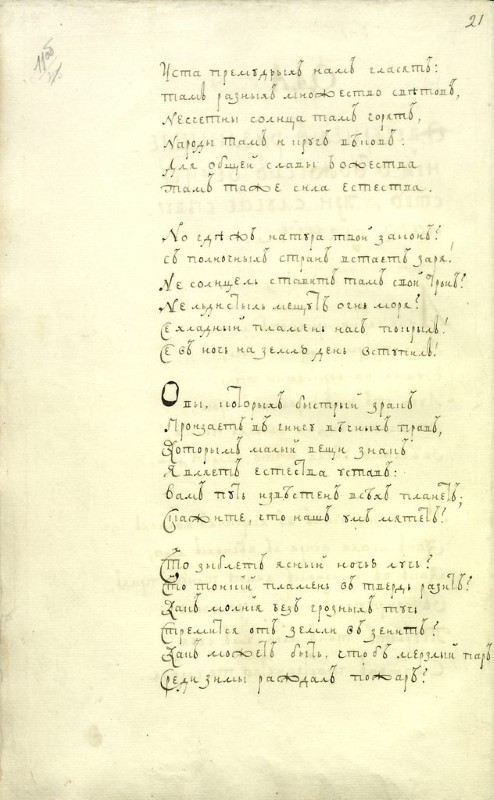
Вторая страница списка 1751 года

Данной оде предшествует другая, под названием «Утреннее размышление о Божием величестве», посвящённая описанию Солнца и солнечной атмосферы. Видимо, оба произведения являются частью единого замысла. Хотя её обычно печатают первой, на основании метрического анализа В. М. Жирмунский выдвинул тезис о том, что «Утреннее размышление…» было написано позднее «Вечернего…».
К жанру од стихотворение Ломоносов отнёс сам. По-видимому, он предполагал, что по жанру это произведение близко к той разновидности оды, которую в XVIII веке было принято определять как «ода духовная». Во всех прижизненных изданиях сочинений Ломоносова (и вплоть до середины XIX века) стихотворение помещалось в одном разделе с его переложениями псалмов. Л. В. Пумпянский при этом пишет о двух этих одах: «Религиозность здесь опирается не на тексты (как в псалмах), а на материал науки <…>. Без этих од погибла бы одна важная деталь русской культуры: участие России в общеевропейской науке <…>, то есть наличность и внеправославного типа религиозности. <…> Борьба со скептицизмом принимает совершенно другой характер <…>: <…> надо бороться <…> c возможностью внерелигиозного понимания природы, — но из глубины же научного мышления подымается и новая религиозность».
Это произведение типично для Ломоносова, представляя собой «образец натурфилософской лирики XVIII века, в которой система эстетических представлений органично включала в себя сферу научного познания и отстаивание различных идеологических доктрин».
Оба стихотворения принадлежат к так называемой «физико-теологической» традиции, видевшей в различных природных явлениях главное доказательство существования Бога. Задачей «физико-теологии» было согласовать веру и науку, или, точнее, доказать бытие Божие на основании данных естественных наук, она была широко распространена в Европе и пользовалась большой популярностью в России. В частности, по лекалу названий подобных произведений сформулировано и название данной оды: 1—2) жанр и разновидность жанра [Вечернее (или Утреннее), размышление]; 3) сюжет [Бог]; 4) качество (или качества) Бога [величество], о чём будет речь; 5) непосредственный повод к размышлению [великое северное сияние]. По мнению М. Левитта: «Заглавия „Вечернее размышление о Божием величестве при случае великого северного сияния“ и „Утреннее размышление о Божием величестве“ таят в себе идею, что можно подходить к Богу через его производные признаки в мире телесном, в первую очередь через его величие (величество)».
Комментаторы советских изданий при этом писали, что «слова „о божием величестве“ введены Ломоносовым в официальные заглавия обеих од главным образом по соображениям цензурным» и выставляли его сугубым материалистом, борющимся с отпором церковных властей. Пумпянский при этом указывает на серьёзное богословское содержание од Ломоносова, при этом он определяет воззрения автора как «рациональный, лютерански и лейбнициански окрашенный теизм» и называет «явлением европейски-буржуазного типа».
По мнению К. Осповата, обе оды Ломоносова ориентированы в качестве образца конкретно на английскую физико-теологическую поэзию. Осповат пишет, что это видно, например, в структуре: в строфах оды, возможно, воспроизводится композиция двух изоморфных фрагментов из I и II эпистол поэмы Александра Поупа «Опыт о человеке» («Essay on Man», опубл. 1733—1734), где успехи научного (точнее — астрономического) знания подчеркивают невозможность метафизического познания Бога. Позже именно Ломоносов позднее инициировал появление русского перевода «Опыта о человеке», выполненного Поповским.
Кроме английского образца Ломоносов, быть может, имел и немецкий: В. Шамшула отмечает переклички между «Размышлениями» и произведениями Бартольда Брокеса и Альбрехта Галлера (фрагменты из поэм «Мысли о разуме, суеверии и неверии» — «Gedanken über Vernunft, Aberglauben und Unglauben», 1729, и «Тщета людских добродетелей» — «Die Falschheit menschlicher Tugenden», 1730), причём оба они тоже ориентировались на английскую традицию «философской» поэзии.
Другим английским претекстом Осповат предполагает «Hymn» («The spacious firmament on high….») Джозефа Аддисона, который, вместе со своим немецким переводом, был напечатан Брокесом под одной обложкой с переводом «Опыта о человеке» Поупа. Аддисон, как и Ломоносов, иллюстрирует тезис о величии Бога утренним и вечерним пейзажами. Также обе оды используют мотивы философии европейского ньютонианства.

### Поэтическая характеристика
Стихотворение — прорыв для истории русского языка: Ломоносов осуществил в XVIII веке (совместно с Тредиаковским) силлабо-тоническую реформу (см. «Письмо о правилах российского стихотворства»), причём именно опыты Ломоносова были восприняты поэтами в качестве образцовых. Он создал по немецкому образцу классический русский четырёхстопный ямб — первоначально «тяжёлый» полноударный, одним из хрестоматийных примеров которого является как раз «Вечернее размышление…».
Здесь применён мужской ямб, укороченная одическая строфа из шести стихов, с перекрёстной рифмой четверостишия, замыкаемого парной (смежной) рифмой финальных стихов (шестистишие Я4 c рифмовкой ababcc). Ода состоит из 8 строф.
По мнению Осповата, об английском образце ломоносовской оды, упомянутом выше, свидетельствует эта стиховая структура — ода написана четырёхстопным ямбом со сплошными мужскими рифмами, что в русском поэтическом контексте звучит как «английский» стих. Этим же размером написан упомянутый выше «Hymn» Аддисона.
Исследователь отмечает богатство метафор и образного языка Ломоносова: «Стремление к максимальной точности, своего рода научности в описании наблюдаемых явлений природы сочетается у него с широтой в выборе объектов поэтических уподоблений. Граничащему с аллегорией метафоризму первого стиха противостоит скрупулёзная последовательность фиксации признаков уходящего дня. И в этой точности, отражающей стройность логики научной мысли Ломоносова-натуралиста, просвечивает одновременно логика развития поэтической идеи стихотворения, через которую выявляется облик Ломоносова-поэта». Также в оде Ломоносов применил противостоящие в аллитерационном отношении доминанты, инверсия с усложнением синтаксиса, принцип антитетического построения, вводит оксюмороны, метонимию, олицетворения.

## История
Стихотворение написано в 1743 году, вероятней всего, когда автор находился под арестом. В апреле этого года 32-летний Ломоносов за дерзкое поведение при академических распрях между «русской» и «немецкой» партиями был заключён под стражу на восемь месяцев. Согласно приводимому С. М. Соловьёвым тексту жалобы на Ломоносова, тот, явившись в Академию наук, «поносил профессора Винсгейма и всех прочих профессоров многими бранными и ругательными словами, называя их плутами и другими скверными словами, <…> грозил он профессору Винсгейму, ругая его всякою скверною бранью, что он ему зубы поправит». Выпущен Ломоносов был только в начале 1744 года.
Местонахождение начальной рукописи 1743 года неизвестно, датируется по свидетельству автора.

### Публикации
Оставалось неопубликованным в течение четырёх лет.
Первый тираж ломоносовской «Риторики» 1747 года, где стихотворение было напечатано в первой книге его «Краткого руководства к красноречию», погиб во время пожара в Академии наук в этом году. При новой перепечатке был выставлен «1748 год». В издании 1748 года располагается на стр. 252—254.
Ломоносов напечатал оду в обоих собраниях своих сочинений (июль 1751 г. и сентябрь 1758 г.), причём не переставал отделывать её текст, например, слово «великого» появилось в заголовке только в 1751 году. Обычно ода печатается по тексту «Сочинений» Ломоносова 1757 года (стр. 34—36) с указанием в сносках вариантов (по рукописи «Риторики» 1747 года, корректуре «Риторики», «Риторике» 1748 года, рукописи 1751 года и «Риторике» 1765 года). В сохранившейся рукописи сборника «Риторика» 1747 года есть исправления и варианты выражений, что значит — первоначальный текст 1743 года от неё отличался. Вариант 1765 года во многом отказался от исправлений 1757 года.
В «Риторике» стихотворение приводилось в качестве примера возможного распространения идеи, составляющей посылку к одной из разновидностей неполного силлогизма — энтимеме; «Тварей исследовать не можем, следовательно, и творец есть непостижим. Распространить можно идеи о ночи, о мире и о северном сиянии, что учинено в следующей оде», писал Ломоносов, и далее целиком был напечатан текст «Вечернего размышления…».

## Научный смысл

### История создания
Явление северного сияния с ранних пор интересовало Ломоносова, который наблюдал их с детства: «Родившись и жив до возраста в таких местах, где северные сияния часто случаются, не без сожаления вспоминаю, что не мог пользоваться внимательным наблюдением разных перемен и обстоятельств, бывающих при таковых явлениях», писал он в своей монографии «Испытание причины северного сияния», к которой он приступил в последние годы жизни, в 1763—1764 (осталась в набросках и плане, планировалась трёхтомной). Он видел их не только ребёнком в Холмогорах, но и во время дальних морских и океанских плаваний с отцом на огромном пространстве с 64 до 70º северной широты.
Наблюдения над северными сияниями Ломоносов продолжал в Петербурге. После возвращения из-за границы в Петербург, пишет он, «особливо ж когда громовая электрическая сила открылась, несравненно большее внимание и особливое старание употреблено мною к наблюдениям сих явлений. С 1743 года редко пропущено мною северное сияние, мною виденное, без записки при прочих воздушных переменах».
Как пишет советский исследователь: «таким образом, появление публикуемой оды совпало с самым началом регулярных научных наблюдений Ломоносова в данной области, когда своей точки зрения на природу северных сияний у него ещё не сложилось и когда он, по его выражению, терялся, „мысльми утомлен“, а в чужих гипотезах не находил удовлетворительных ответов на занимавшие его вопросы („сомнений полон ваш ответ“). Все это с замечательной, можно сказать, протокольной отчётливостью отражено в оде».

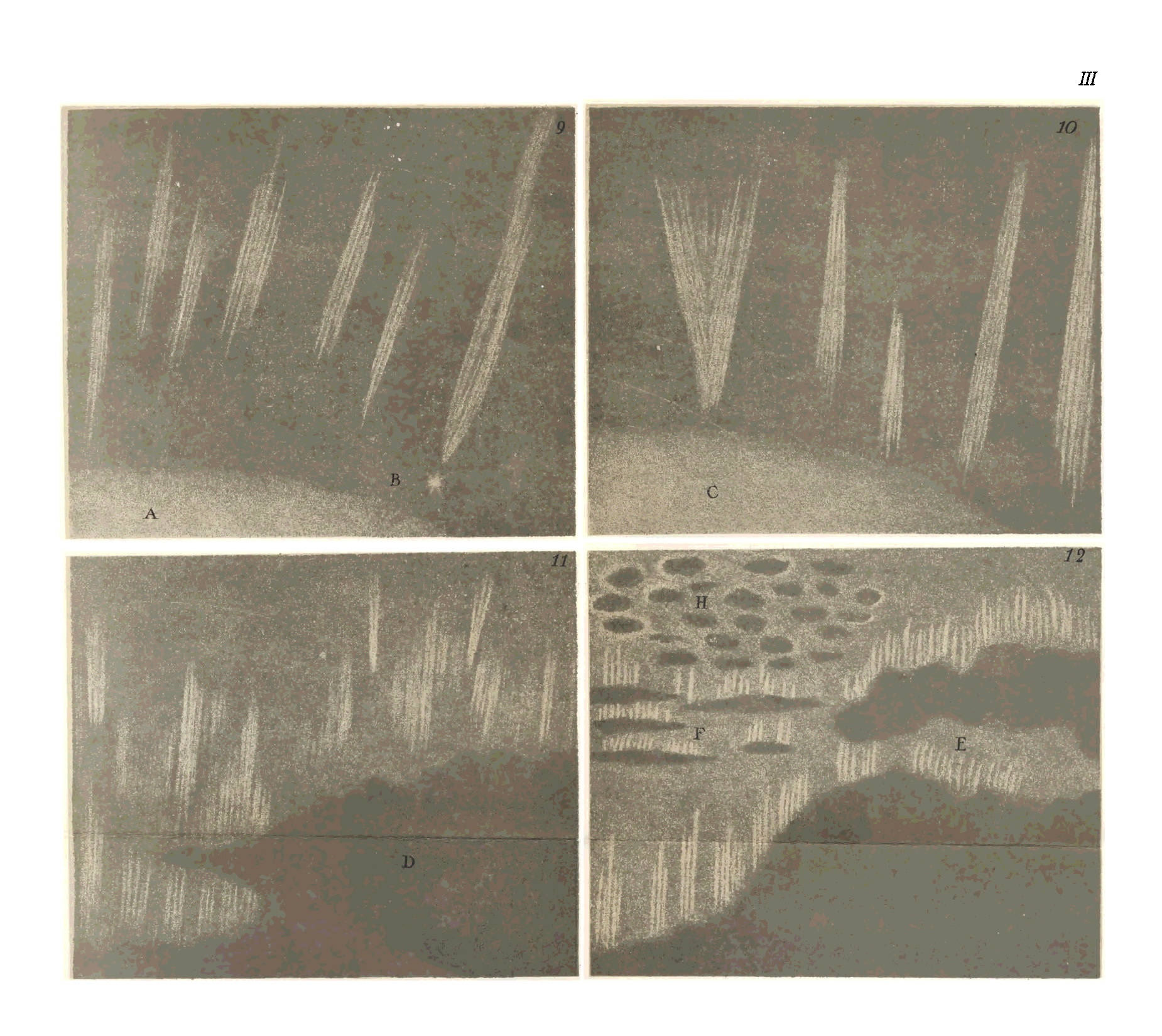

Из разбросанных в разных местах сообщений Ломоносова нам известно, что впоследствии он наблюдал северные сияния и в 1745, и в 1748, и в 1750, и в 1753, и в 1762—1763 гг. Для монографии «Испытание причины северного сияния» были исполнены 11 гравюр, сделанные с его собственных зарисовок во время наблюдений.

### Теории северного сияния
Особую ценность, как пишут исследователи, ода представляет для истории научного объяснения природы северного сияния (задолго до и корректней объяснения этого явления Бенджамином Франклином).
В 1753 году Ломоносов в «Изъяснениях», приложенных к своему докладу под названием «Слово о явлениях, от электрической силы происходящих», сообщал: «Ода моя о северном сиянии, которая сочинена 1743 года, а в 1747 году напечатана, содержит мое давнишнее мнение, что северное сияние движением эфира произведено быть может. Впрочем, пары, к электрическому трению довольные, открытое море произвести может, которых обилие морская вода сама в себе кажет, оставляя за собою светящий путь ночью. Ибо оные искры, которые за кормою выскакивают, по-видимому, то же происхождение имеют с северным сиянием». К этому 1753 году, десять лет спустя после написания оды, Ломоносов уже сформулировал собственную, подробно мотивированную гипотезу об электрической природе северных сияний.
Ломоносов в период написания упомянутого доклада отстаивал приоритет собственной гипотезы об электрической природе северного сияния и независимость возникновения этой гипотезы от трудов Франклина (чья книга Experiments and Observations on Electricity) вышла в Лондоне в 1751 году, во французском переводе — в 1752 году). «Не удивительно, что при таком стойком внимании к вопросу о северных сияниях Ломоносов особенно дорожил своей посвященной им одой. Она была в его глазах не только поэтическим произведением, но и своего рода научной заявкой, на которую десять лет спустя после сочинения оды Ломоносов ссылался, отстаивая свой приоритет», считает исследователь.
Как пишет Ю. В. Стенник: «таким образом, создание стихотворения и обстоятельства первого появления его в печати говорят, что сам автор как при написании, так и при напечатании его осмыслял своё творение не столько в поэтическом аспекте, сколько в научно-практическом, в известной мере — прикладном. И в этом не было для XVIII века ничего удивительного. Уже из этого можно судить, что сам Ломоносов не отделял поэзии от науки непроходимой стеной».

#### Расшифровки
Разные строки оды выражают идеи Ломоносова и его современников:
- «Уста премудрых нам гласят: Там разных множество светов» — гипотеза, что созвездия содержат иные миры, а звезды — это подобия Солнца и имеют свои планеты, населённые существами, подобными людям, в XVIII веке в частности, пропагандировалась в книге Фонтенеля «Разговоры о множестве миров», переведённой на русский язык А. Кантемиром (изд. 1740)[1]. Эту мысль о множестве населённых миров Ломоносов отстаивал и пытался обосновать научными доводами также в своём сочинении «Явление Венеры на Солнце» (Спб., 1761)[11].
- «Для общей славы Божества Там равна сила естества» — Бог здесь понимается как источник всеобщей гармонии. Предполагается, что тут Ломоносов защищает гелиоцентрическое учение от церковников, видевших в идее «множества миров» умаление «славы божества»[1].
- «Не солнце ль ставит там свой трон?» — северное сияние объясняли также и воздействием солнечной атмосферы на земную. Например, «Примечаниях на Ведомости» за 1739 г. была помещена статья «О сиянии Зодиака и солнечной атмосфере», где реферировалась работа Мерана «Traité physique et historique de l’aurore boréale…», который пишет о «солнечных парах». Ломоносов упоминал теорию Мерана в набросках для своего «Испытание причины…»[2]. К этой же теории относятся строки «Там спорит жирна мгла с водой; Иль солнечны лучи блестят, Склонясь сквозь воздух к нам густой»[2].
- «Не льдисты ль мещут огнь моря?» — существовало предположение, что северное сияние — это отражение льдинами света Солнца[1].
- «Иль тучных гор верьхи горят…» — это описание гипотезы, возникшей у бреславльских ученых-натуралистов после необычайного по распространению северного сияния 17 марта 1716 года. Они предположили, что северные сияния не что иное, как отражение огней исландского вулкана Геклы в морских северных льдах при их передвижении[11].
- «Как может быть, чтоб мерзлый пар Среди зимы рождал пожар?» — Христиан Вольф полагал, что причину северных сияний надо искать в образующихся в недрах земли «тонких испарениях», в том числе селитряных и сернистых, возгорающихся в небе, что и вызвало недоумевающий вопрос Ломоносова[11].
- «И гладки волны бьют в эфир» — теория самого Ломоносова, предположившего электрическую природу северных сияний[11].

## В искусстве
- Упомянута в поэтическом некрологе Ломоносову, написанном Андреем Петровичем Шуваловым на французском языке, — Ode sur la mort de Monsieur Lomoriosof de l’Académie des Sciences de St. Pétersbourg. Paris [Ода на смерть господина Ломоносова, члена С. -Петербургской Академии наук. Париж], 1765, стр. 13[9]. Сохранился один экземпляр издания[14].
- Памятник Ломоносову в Архангельске (1828) скульптора Ивана Мартоса, по словам автора, был вдохновлён именно этой одой: «Ломоносов представлен мною на северном полушарии для означения того, что он есть северный поэт. (…) Положение фигуры выражает изумление, которым поражён он, взирая на великое северное сияние».
- «Ода» (1928) — балет в двух актах Леонида Мясина на музыку Николая Набокова по сценарию Бориса Кохно.